# Lucine (lépidoptère)
Hamearis lucina
Pour les articles homonymes, voir Lucine.
Genre
Espèce
La Lucine (Hamearis lucina) est une espèce de lépidoptères (papillons) de la famille des Riodinidae et de la sous-famille des Nemeobiinae. Elle est l'unique espèce du genre monotypique Hamearis, et l'unique Riodinidae européen.

## Noms vernaculaires
- En français : la Lucine[1],[2].
- En anglais : Duke of Burgundy[3], Duke of Burgundy fritillary[4].
- En espagnol : Perico[4].
- En allemand : Schlüsselblumen-Würfelfalter[5], Perlbinde[4].

## Description
L'imago d’Hamearis lucina est un petit papillon au dessus brun orné de plusieurs séries de taches fauves. L'aire basale est brune, et les taches fauves submarginales contiennent un triangle brun.
Le revers des ailes a un fond brun orangé, orné d'une série de triangles submarginaux bruns et, aux ailes postérieures, de deux séries de taches blanches (basales et discales).
Les franges sont blanches entrecoupées de brun. 
Les deux sexes sont semblables, mais les taches claires des deux faces sont plus étendues chez la femelle,.

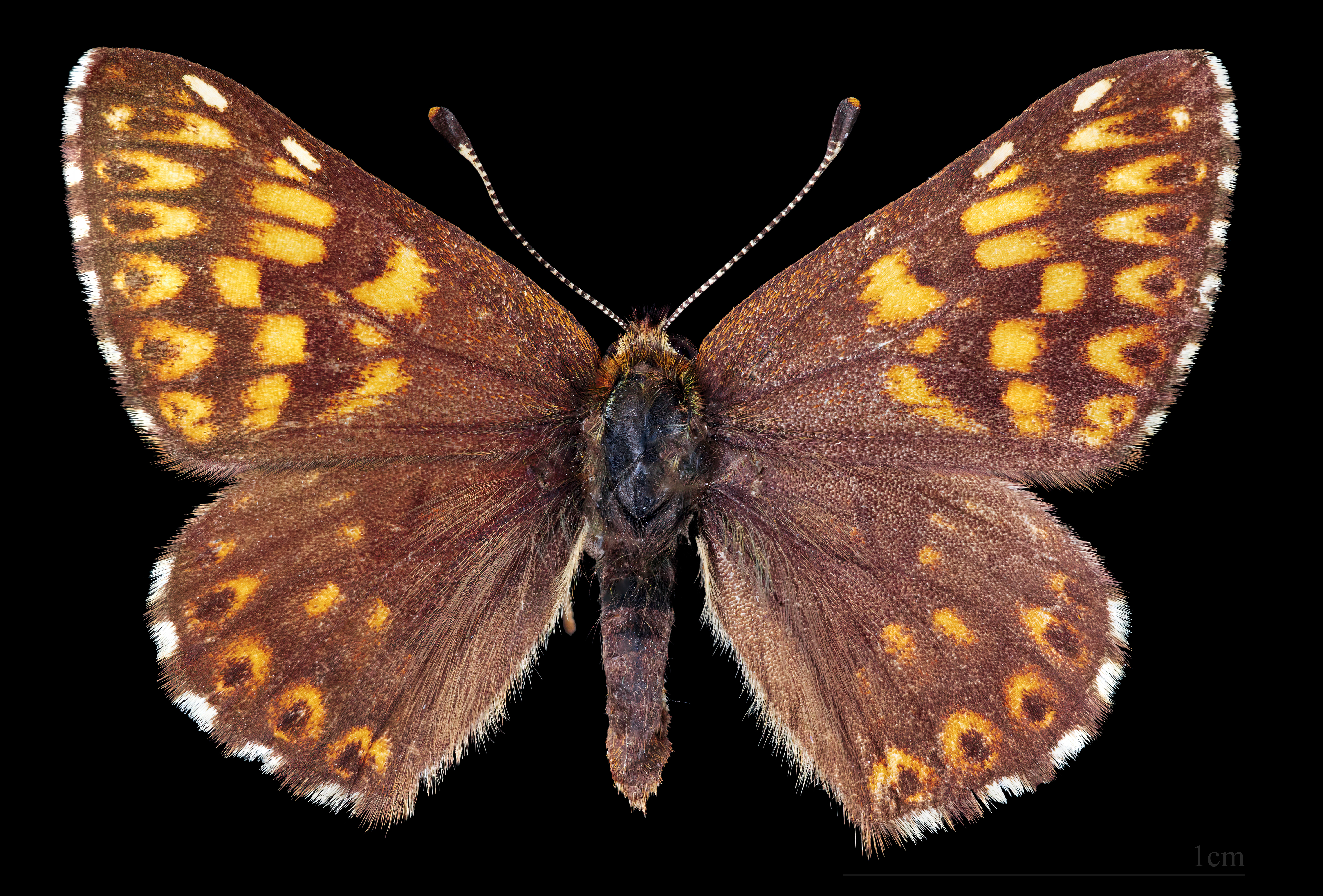
Hamearis lucina ♂  MHNT
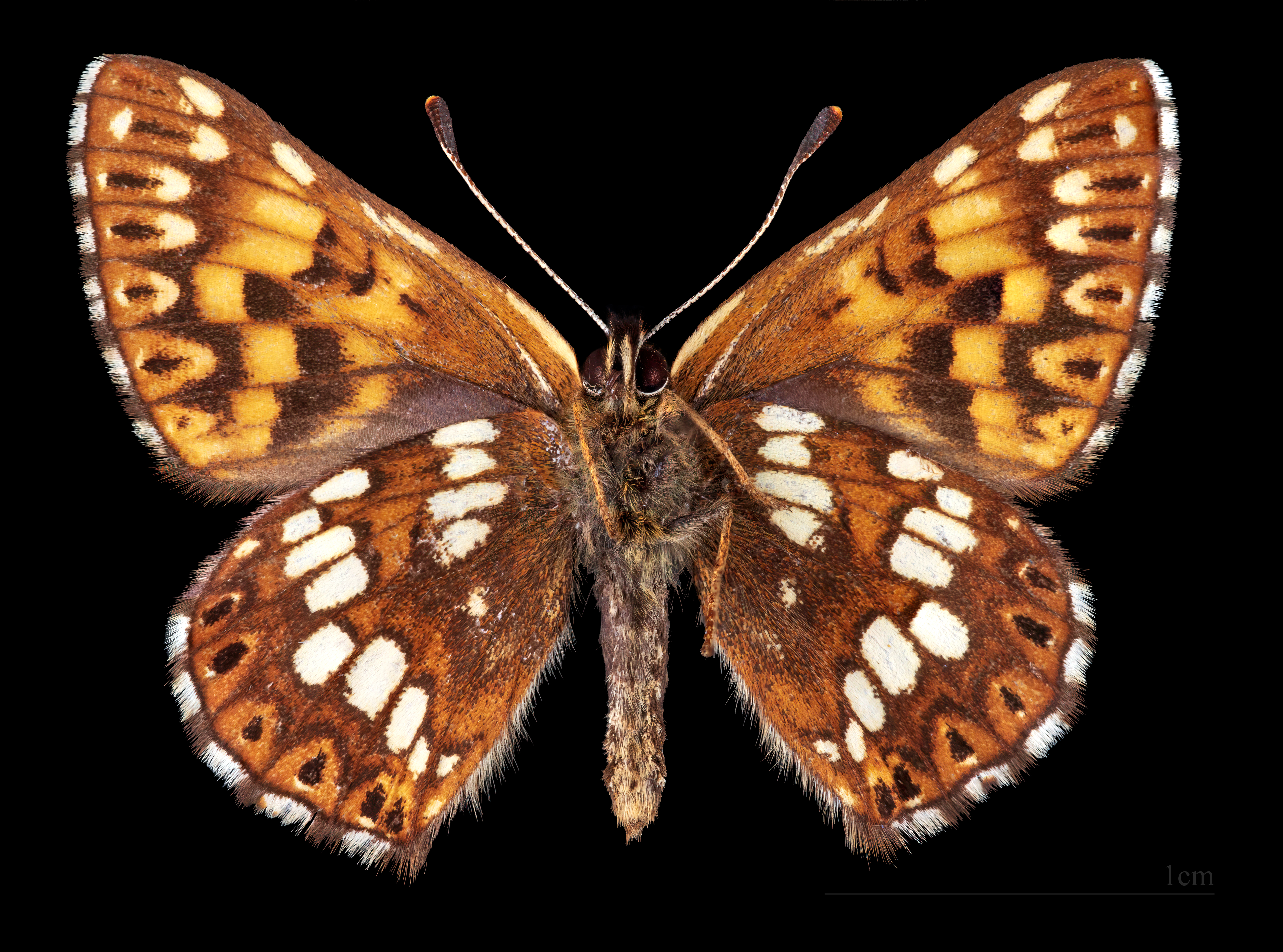
Hamearis lucina ♂   △
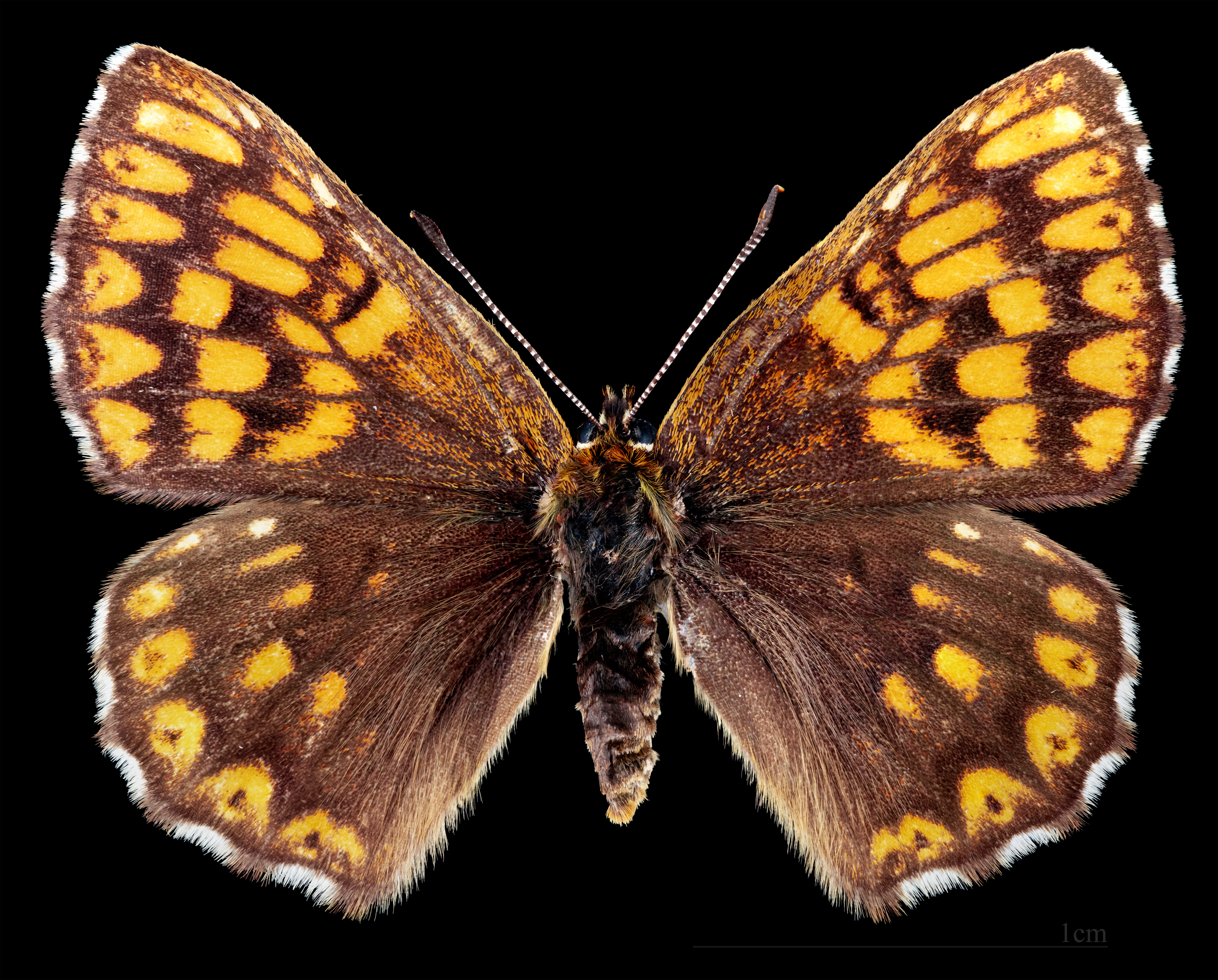
Hamearis lucina ♀

## Biologie

### Phénologie
En fonction de la latitude et de l'altitude, l'espèce peut être univoltine (les papillons de l'unique génération volent alors en mai-juin) ou bivoltine (deux générations dont les papillons volent en avril-juin puis juillet-septembre).
L'espèce hiverne au stade nymphal.

### Plantes hôtes
Les plantes hôtes des chenilles sont des primevères (Primula), notamment Primula auricula, P. elatior, P. veris et P. vulgaris,.

## Distribution et biotopes

### Distribution
Hamearis lucina est assez répandue en Europe (où elle est le seul Riodinidae), mais est absente du Sud du Portugal, de l'Espagne, de l'Italie et de la Grèce, et du Nord de l'Irlande, de l'Angleterre et de la Fennoscandie. Son aire s'étend à l'est jusqu'à l'Oural.
Elle est présente dans la plupart des départements de France métropolitaine continentale, mais est absente de Corse.

### Biotopes
Cette espèce se rencontre dans les clairières et les lisières herbeuses.

## Systématique
L'espèce actuellement appelée Hamearis lucina a été décrite par l'entomologiste danois Carl von Linné en 1758, sous le nom initial de Papilio lucina.
Classée dans la famille des Riodinidae et la sous-famille des Nemeobiinae, elle est l'unique espèce du genre monotypique Hamearis, décrit en 1819 par l'entomologiste allemand Jakob Hübner. Un synonyme d’Hamearis est Nemeobius Stephens, 1827.

## Protection
L'espèce n'a pas de statut de protection particulier en France.